# デイリーNK
デイリーNK（英語: Daily NK）とは、大韓民国の市民団体である北朝鮮民主化ネットワークが発行するインターネット新聞である。

## 概要
「北朝鮮ニュースのハブ」を掲げており、朝鮮語版のほか、2007年（平成19年）1月からは日本語でも情報を発信している。ほかに英語版・中国語版がある。2010年（平成22年）4月より東京支局が開設され、初代支局長として高英起が就任した。2014年（平成26年）12月17日に日本語版は「デイリーNKジャパン」としてリニューアルされた。
2009年（平成21年）以降は中央情報局（CIA）と深い関連がある全米民主主義基金（NED）から多額の運営資金が提供されている。全米民主主義基金の公式ウェブサイトで公表されている提供額は、2009年には13万ドル、2014年（平成26年）には36万ドル、2015年（平成27年）には20万ドル、2016年（平成28年）には20万ドル、2017年（平成29年）には25万ドル、2018年（平成30年）には27万ドル、2019年（平成31年/令和元年）には40万ドル、2020年（令和2年）には84万8千ドルに上る。
| 年度   | 資金額                                    | 公開資料                                            |
| ------ | ----------------------------------------- | --------------------------------------------------- |
| 2009年 | 130,000ドル                               | North Korea 2009 – NATIONAL ENDOWMENT FOR DEMOCRACY |
| 2010年 | 145,000ドル                               | North Korea 2010 – NATIONAL ENDOWMENT FOR DEMOCRACY |
| 2011年 | 175,000ドル                               | North Korea 2011 – NATIONAL ENDOWMENT FOR DEMOCRACY |
| 2012年 | 175,000ドル                               | North Korea 2012 – NATIONAL ENDOWMENT FOR DEMOCRACY |
| 2013年 | –                                         | –                                                   |
| 2014年 | 360,000ドル（＝175,000ドル＋185,000ドル） | North Korea 2014 – NATIONAL ENDOWMENT FOR DEMOCRACY |
| 2015年 | 200,000ドル                               | North Korea 2015 – NATIONAL ENDOWMENT FOR DEMOCRACY |
| 2016年 | 200,000ドル                               | North Korea 2016 – NATIONAL ENDOWMENT FOR DEMOCRACY |
| 2017年 | 250,000ドル                               | North Korea 2017 – NATIONAL ENDOWMENT FOR DEMOCRACY |
| 2018年 | 270,000ドル                               | North Korea 2018 – NATIONAL ENDOWMENT FOR DEMOCRACY |
| 2019年 | 400,000ドル                               | North Korea 2019 – NATIONAL ENDOWMENT FOR DEMOCRACY |
| 2020年 | 848,000ドル                               | North Korea 2020 – NATIONAL ENDOWMENT FOR DEMOCRACY |

## 紙面
編集母体が『朝鮮民主主義人民共和国（北朝鮮）の民主化』を目指す団体であるため、北朝鮮の現体制や、韓国の対北融和的な政策・団体に対する批判をきわめて強く打ち出している。記事執筆者には脱北者を含むほか、北朝鮮の「内部消息筋」へ通じる強力な独自取材網を持っており、北朝鮮の市場の現況や日常生活に関する記事が多いことが特色となっている。
内部情報の正確性について、金正男は「市場や地方の情報は正確だ」と認めている。2009年（平成21年）11月30日、電撃的におこなわれた北朝鮮ウォン貨幣改革（デノミネーション）については、世界で最も早く伝え、スクープとなった。なお、デイリーNKのデノミ報道に対して、大韓民国統一部は「確認されていない」として否認していたが、翌日には事実を確認した。韓国における北朝鮮による拉致被害者（拉北者）問題も精力的に取り上げている。
2014年（平成26年）11月26日、 自由朝鮮放送、開かれた北韓放送、OTVの各者及び、デイリーNKを加えた対北4団体は、国民統一放送発起人大会を催し、対北放送媒体「国民統一放送(국민통일방송)」を設立することを明らかにした。
また同年12月13日付で行われた日本の法務省と、「ふるさとの風」の放送主体でもある日本国政府拉致問題対策本部が主催する「対北朝鮮ラジオ放送シンポジウム - 北朝鮮の人権問題・拉致問題とラジオ放送の役割」への同発起団体対北放送関係者の参加を前にして、朝鮮中央通信論評は同年12月9日付で、ウェブサイト「ネナラ」等を通じ、これら発起人各団体への名指しでの批難を行い、朝鮮の声放送（同12日付）等、対外放送によっても同論評による批難声明を放送した。